# Safia

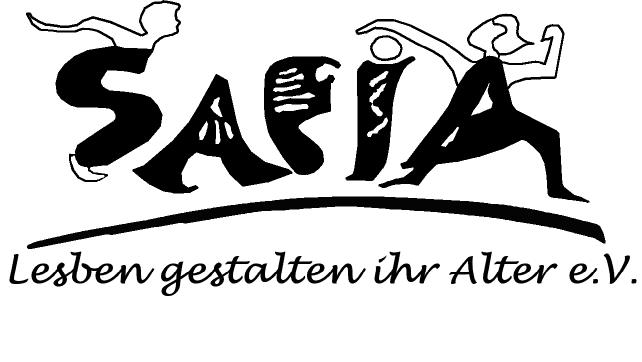
SAFIA e.V. - Lesben gestalten ihr Alter

Safia (SAFIA – Lesben gestalten ihr Alter) ist ein bundesweit agierendes feministisch-lesbisches Netzwerk von als Mädchen geborenen Frauen ab 40 Jahren in Deutschland. Das Netzwerk gilt als das wohl älteste dieser Art und auch die „Initiative mit dem größten Vorbildcharakter“. Schwerpunktthemen sind lesbische Altersvernetzung in einer heteronormativen Gesellschaft, Rente, lesbische Sichtbarkeit in queeren Zeiten, Feminismus und Formen des gemeinschaftlichen Lebens und Wohnens. 2019 waren bei SAFIA e. V. ca. 500 Lesben zwischen 40 und 99 Jahren organisiert.

## Geschichte
Die Idee für Safia entstand 1983 auf dem Lesbenpfingsttreffen (heute Lesben-Frühlings-Treffen) in Osnabrück. Eine der Gründungsfrauen war die Verlegerin Anke Schäfer (1938–2013), die im Jahr 2000 das Bundesverdienstkreuz für ihr frauen- und lesbenpolitisches Engagement erhalten hat. Die Geschichte der Vereinsgründung und die ersten Jahre beschreibt Anke Schäfer in dem Beitrag “SAFIA – Stürmische Alte finden immer Alternativen”. Die Filmemacherin Uli Bez drehte 2007 den Dokumentarfilm „Von heute an! - Anke Schäfer, die Frauenbewegung und die Lesben“. Die Entstehung von Safia ist eines der wichtigen Themen des Films.
Das Netzwerk wurde 1983 mit dem Namen Selbsthilfe alleinlebender Frauen im Alter (SAFIA) zunächst als Selbsthilfeprojekt gegründet, da in dieser Zeit ein Verein von lesbischen Frauen noch nicht als gemeinnützig anerkannt wurde. 1986 erfolgte die Vereinsgründung, und im Jahr 2000 wurde der Name schließlich in SAFIA – Lesben gestalten ihr Alter e. V. geändert.
Anderthalb Jahre nach der Vereinsgründung hatte Safia etwa 50 Mitglieder und das erste gemeinsame Wohnprojekt Wüstenbirkach in Unterfranken realisiert. 1995 entstand Villa Charlotta in Charlottenberg bei Limburg.

## Organisation und Aktivitäten
Das Netzwerk ist bundesweit ausgerichtet und hat „deutliche feministische Wurzeln“. Für einzelne Bundesländer gibt es Regionalgruppen und -treffen sowie regionale Ansprechpartnerinnen (Nord, Mitte, Süd, West/NRW, Berlin). Jährlich finden mehrere Gesamttreffen in unterschiedlichen Frauenbildungshäusern in Deutschland statt. Das Eintrittsalter ist 40 Jahre; eintrittswillige Frauen benötigen eine für sie bürgende Mate (feministische Bezeichnung für Patin), um Mitfrau (Vereinssprache für weibliches Mitglied) werden zu können.
Der Verein ist gemeinnützig, finanziert sich über Beiträge der Mitfrauen und erhält keine öffentliche Förderung für seine Projekte. Aus dem Lesbenring e.V. trat Safia 2023 aus, weil dessen Vereinsarbeit nicht mehr mit den Grundsätzen von Safia übereinstimme. Zuvor hatte der Lesbenring e.V. Safia als Begünstigte für den Fall seiner Auflösung aus seiner Satzung entfernt.
1997 ging aus dem Verein die SAPPhO Frauenwohnstiftung hervor, ein als „einzigartig“ beschriebenes, mit Safia eng verwobenes Projekt mit dem Ziel, lesbischen Besitz über Zustiftungen oder Vererbung in lesbischen Händen zu behalten – was inzwischen (Stand: 2016) in den Besitz einiger Immobilien mündete, die für Wohnprojekte oder Vermietung genutzt werden. Die in den vorhandenen Wohnprojekten erworbenen Immobilien gingen in das Stiftungsvermögen ein.
Der von der SAPPhO initiierte erste europäische Friedhof nur für Lesben (als Areal des Georgen-Parochial-Friedhofs in Berlin) fand internationales Medienecho.
Der international auf Festivals gezeigte Dokumentarfilm anders leben – Lesben im Alter wählte eine Safia-Aktive als eine der Protagonistinnen aus.